# Epomophorus minor
Epomophorus minor là một loài động vật có vú trong họ Dơi quạ, bộ Dơi. Loài này được Dobson mô tả năm 1879.